# Gilberto Mifano

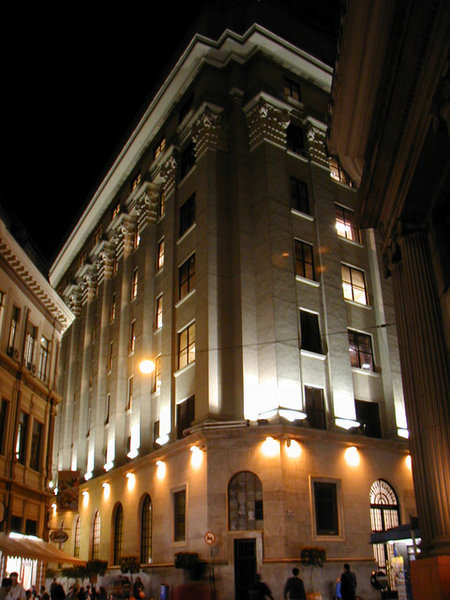
Sede da Bovespa, em São Paulo, maior bolsa de valores da América Latina

Gilberto Mifano é o superintendente geral da B3. Graduado em Administração de Empresas pela Fundação Getúlio Vargas de São Paulo.
Assumiu a Superintendência Geral da Bolsa de Valores de São Paulo, onde foi responsável pela implementação de vários projetos e programas de ação estabelecidos pelo Conselho de Administração, que modernizaram estrutural e tecnologicamente a Bovespa, participando também de seu Conselho de Administração.
Foi Diretor Geral da CBLC – Companhia Brasileira de Liquidação e Custódia . Trabalhou no mercado financeiro, em cargos de diretoria de instituições de porte, tendo atuado principalmente nas áreas de planejamento, produtos e marketing.
Após a fusão com a BM&F, Gilberto Mifano se tornou Presidente do Conselho de Administração da nova companhia, denominada BM&F BOVESPA.